# Dolabritor
Dolabritor és un gènere d'aranyes araneomorfes de la subfamilia Erigoninae, dins de la família Linyphiidae.
Fou descrit per primera vegada per Alfred Frank Millidge l'any 1991.

## Distribució
Es pot trobar a Colòmbia.

## Llista d'espècies
Segons The World Spider Catalog 12.0:
- Dolabritor ascifer Millidge, 1991
- Dolabritor spineus Millidge, 1991 (Espècie tipus)